# Poŭrsăt (prowincja)
Poŭrsăt (khm. ខេត្តពោធិ៍សាត់) – prowincja w zachodniej Kambodży. W 1998 roku zamieszkana przez 360 445 osób. Dziesięć lat później miała niespełna 400 tysięcy mieszkańców.
Prowincja podzielona jest na 6 dystryktów:
- Bakan
- Kândiĕng
- Krâkôr
- Phnum Krâvanh
- Sampov Meas
- Véal Vêng